# 네이키드 마야
네이키드 마야(Volaverunt)는 스페인에서 제작된 비가스 루나 감독의 1999년 드라마 영화이다. 아이타나 산체스 지욘 등이 주연으로 출연하였다.

## 출연

### 주연
- 아이타나 산체스 지욘
- 호르헤 페루고리아
- 페넬로페 크루즈

### 조연
- 조디 몰라
- 스테파니아 산드렐리
- 페르미 레익사크
- 장 마리 주안
- 조 베리아투아